# Кудкерк Бранш
Кудкерк Бранш (фр. Coudekerque-Branche) град је у Француској, у департману Север.
По подацима из 1999. године број становника у месту је био 24.152.

## Демографија
| 1962.  | 1968.  | 1975.  | 1982.  | 1990.  | 1999.  | 2011.  |
| ------ | ------ | ------ | ------ | ------ | ------ | ------ |
| 20.757 | 23.039 | 24.930 | 23.958 | 23.644 | 24.152 | 22.264 |